# نوفو بازتان
نوفو بازتان (بالإنجليزية: Nuevo Baztán)‏ هي بلدية ومدينة في منطقة الحكم الذاتي وتقع في منطقة مدريد في وسط إسبانيا. تبلغ مساحة هذه المدينة 20.2 (كم²)، ويبلغ عدد سكانها 6239 نسمة حسب إحصاء سنة 2012 م. ""

## وصلات خارجية
- www.ayto-nuevobaztan.com/